# Bannbulle
Eine Bannbulle ist eine meist päpstliche Urkunde, die eine Lehrverurteilung oder eine Exkommunikation als Bann ausspricht.
Die wohl bekanntesten Bannbullen sind:
- die wechselseitigen Bannbullen des Heiligen Stuhls und des Patriarchats von Konstantinopel im Zuge des Schismas von 1054 (1965 aufgehoben)
- die Bannbulle von Papst Innozenz III. gegen Kaiser Otto IV. (1212)
- die Bannbulle von Papst Gregor IX. gegen Kaiser Friedrich II. (1227/1239)
- die Bannbulle von Papst Bonifatius VIII. gegen König Philipp IV. (Frankreich) (1303)
- die Bannbullen Exsurge Domine (eigentlich eine Bannandrohungsbulle) (15. Juni 1520) und Decet Romanum Pontificem (3. Januar 1521). Die erste richtete sich gegen die Lehren Martin Luthers. Diese Bulle verbrannte er öffentlich. Durch die Zweite wurde er exkommuniziert.
- die Bannbulle In eminenti apostolatus specula von Papst Clemens XII. gegen die Freimaurerei (1738)
- die Bannbulle von Papst Benedikt XIV. gegen die Freimaurerei (1751)
- die Bannbulle von Papst Pius VII. gegen den französischen Kaiser Napoléon Bonaparte (1809)

Vor der Bannbulle gibt es in manchen Fällen auch eine Vorstufe in Form der Bannandrohungsbulle. Als Beispiel: Bevor 1520 der Kirchenbann über Martin Luther endgültig verhängt wurde, wurde diese durch den Papst Leo X. ausgesprochen. Es ist die Androhung einer Exkommunikation. Nach der öffentlichen Verbrennung der Bannandrohungsbulle durch Luther war dann die Verhängung des Kirchenbanns vom 3. Januar 1521 lediglich eine Rechtsfolge.
Die päpstliche Bulle In coena Domini von Papst Gregor IX. aus der Zeit um 1229, eine Sammlung päpstlicher Exkommunikationssentenzen und Strafandrohungen, wird ebenfalls als Bannbulle bezeichnet.

## Weitere päpstliche Schreiben
- Enzyklika